# Joanna Linkiewicz
Joanna Linkiewicz (ur. 2 maja 1990 we Wrocławiu) – polska lekkoatletka specjalizująca się w biegach sprinterskich, mistrzyni Polski w biegu na 400 m przez płotki (2013), podwójna złota medalistka uniwersjady (2015). Olimpijka z Rio 2016 oraz z Tokio 2021. Za każdym razem kończyła swój udział w igrzyskach na półfinale.

## Życiorys
Uczestniczka mistrzostw świata juniorów w 2008 oraz mistrzostw Europy młodzieżowców w 2011. Reprezentantka Polski w drużynowych mistrzostwach Europy i meczach międzypaństwowych. W 2014 reprezentowała Polskę w halowych mistrzostwach świata, wystąpiła tam w biegu eliminacyjnym sztafety 4 × 400 m (w finale zastąpiła ją Justyna Święty). Podczas mistrzostw Europy w Zurychu 2014 w finale biegu na 400 m przez płotki zajęła 8. miejsce. 8 marca 2015 podczas halowych mistrzostw Europy w Pradze zdobyła brązowy medal w sztafecie 4 × 400 metrów.  Srebrna medalistka Mistrzostw Europy w 2016.  Srebrna medalistka uniwersjady z Tajpej (2017). Na HMŚ w Birmingham w 2018 wystąpiła w biegu eliminacyjnym sztafety 4 × 400 m, ale nie wystąpiła w finale, w którym Polki zajęły 2. miejsce; Linkiewicz także otrzymała srebrny medal.
Medalistka mistrzostw Polski seniorów; ma w dorobku jedenaście medali – siedem złotych (Bydgoszcz 2011 – sztafeta 4 × 100 m, Toruń 2013 – 400 m ppł, Szczecin 2014 – 400 m ppł, Kraków 2015 – 400 m ppł oraz sztafeta 4 × 400 m i Bydgoszcz 2016 – 400 m ppł oraz sztafeta 4 × 400 m), trzy srebrne (Bielsko-Biała 2010 – sztafeta 4 × 400 m, Bielsko-Biała 2012 – sztafeta 4 × 100 m i Toruń 2013 - sztafeta 4 x 100 m) oraz brązowy (Bydgoszcz 2011 – bieg na 400 m). Halowa mistrzyni Polski w biegu na 400 m w 2011 z czasem 54,97. Podczas halowych mistrzostw kraju w 2014 zdobyła złoty medal w sztafecie 4 × 400 metrów.

## Rekordy życiowe
| Konkurencja                               | Rezultat | Data            | Miejsce      | Uwagi                                       |
| ----------------------------------------- | -------- | --------------- | ------------ | ------------------------------------------- |
| bieg na 400 metrów (stadion)              | 53,72    | 15 czerwca 2013 | Szczecin     |                                             |
| bieg na 400 metrów (hala)                 | 53,41    | 18 lutego 2018  | Toruń        | HMP 2018                                    |
| bieg na 400 metrów przez płotki (stadion) | 54,93    | 31 lipca 2021   | Tokio        | 4. lokata w polskich tabelach historycznych |
| bieg na 400 metrów przez płotki (hala)    | 57,96    | 6 lutego 2017   | Val-de-Reuil |                                             |